# Under the Ladder
Under the Ladder är en låt av den ukrainska sångaren Mélovin. Låten släpptes den 18 januari 2018 och är skriven av Mélovin tillsammans med Mike Ryals och Anton Karskyj. Låten representerade Ukraina i Eurovision Song Contest 2018 i Lissabon, Portugal. Den ingick i Mélovins album "Octopus" från 2018.

## Eurovision Song Contest
Den 16 januari 2018 bekräftades Mélovin vara en av de 18 deltagarna i Vidbir 2018, den ukrainska nationella uttagningen till Eurovision Song Contest 2018, med låten "Under the Ladder". Han tävlade i den andra semifinalen den 17 februari 2018, där han kvalificerade sig till finalen efter att ha kommit på första plats med det högsta antalet telefonröster och det näst högsta antalet juryröster från juryn bestående av Jamala, Andrij Danylko (Verka Serduchka) och Eugene Filatov. Han vann finalen den 24 februari och fick därmed representera Ukraina i Eurovision Song Contest 2018.
Låten tävlade i den andra semifinalen, som hölls den 10 maj 2018 i Lissabon, Portugal. Låten slutade på 6:e plats i semifinalen och gick därmed vidare till finalen den 12 maj 2018. Låten slutade på 17:e plats i finalen med totalt 130 poäng. Låten slutade på sjunde plats i telefonröstningen med 119 poäng, men sista plats hos juryn med 11 poäng.